# دم‌بریده تیمور
دم‌بریده تیمور (نام علمی: Urosphena subulata) نام یک گونه از تیره سسکیان است.